# Frances Boscawen

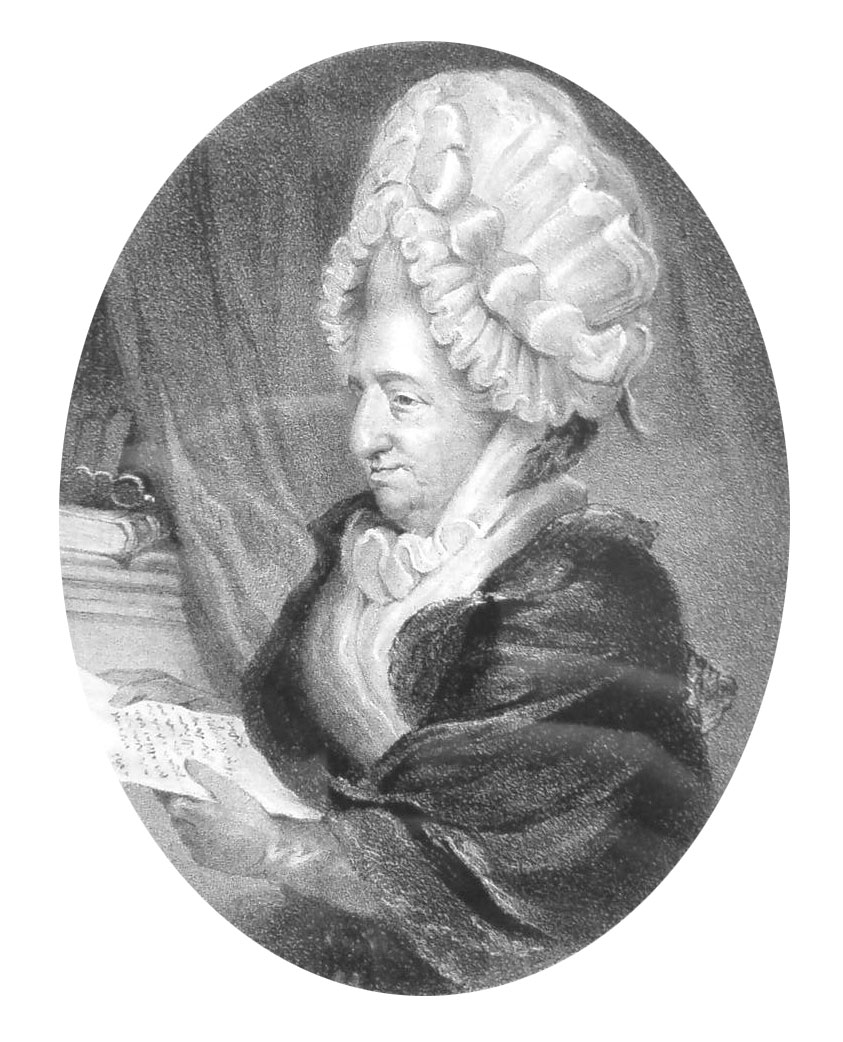
Frances Boscawen

Frances Evelyn Boscawen (geboortenaam Glanville) (Kemsing, 23 juli 1719 – Londen, 26 februari 1805) was een Britse salonnière, dagboekschrijver en lid van de Blue Stockings Society. 
Boscawen schreef regelmatig in haar dagboek en stuurde soms fragmenten daarvan naar haar echtgenoot Edward Boscawen (1711–1761). Verschillende van haar dagboeken werden later gepubliceerd. Na de dood van haar echtgenoot in 1761 verhuisde Boscawen naar Londen. In haar huis aan South Audley Street 14 organiseerde zij regelmatig verschillende bijeenkomsten voor de leden van de Blue Stocking Society. Bij haar bijeenkomsten waren onder andere aanwezig:
Elizabeth Montagu (een andere salonnière van de Blue Stockings), schrijver en woordenboekmaker Samuel Johnson, schrijver James Boswell, schilder Joshua Reynolds en zijn zuster de schilder Frances Reynolds, dichter, schrijver en vertaler Elizabeth Carter en dichter Hannah More. More beschreef Boscawen in haar gedicht The Bas Bleu:, or, Conversation uit 1786. Boscawen vormde ook het onderwerp van het gedicht Resignation uit 1761 van Edward Young.  
- International Standard Name Identifier: 0000 0001 0178 2743
- Library of Congress Control Number: no2008086625
- SNAC: w6pz5g28
- Système universitaire de documentation: 244068976
- Trove: 860891
- Virtual International Authority File: 76128858
- WorldCat: E39PBJm9cxprpHD4x8RGpbc3wC